# Редінг (Нью-Йорк)
Редінг (англ. Reading) — місто (англ. town) в США, в окрузі Скайлер штату Нью-Йорк. Населення — 1719 осіб (2020).

## Демографія
Згідно з переписом 2010 року, у місті мешкало 1707 осіб у 701 домогосподарстві у складі 484 родин. Було 893 помешкання
Расовий склад населення:
| - 96,5 % — білих - 1,5 % — чорних або афроамериканців - 0,4 % — корінних американців - 0,3 % — азіатів |

До двох чи більше рас належало 0,8 %. Частка іспаномовних становила 1,8 % від усіх жителів.
За віковим діапазоном населення розподілялося таким чином: 21,6 % — особи молодші 18 років, 58,6 % — особи у віці 18—64 років, 19,8 % — особи у віці 65 років та старші. Медіана віку мешканця становила 46,0 року. На 100 осіб жіночої статі у місті припадало 95,3 чоловіків;  на 100 жінок у віці від 18 років та старших — 92,1 чоловіків також старших 18 років.
Середній дохід на одне домашнє господарство  становив 69 654 долари США (медіана — 60 395), а середній дохід на одну сім'ю — 76 446 доларів (медіана — 66 250). Медіана доходів становила 53 125 доларів для чоловіків та 45 500 доларів для жінок. За межею бідності перебувало 13,6 % осіб, у тому числі 19,6 % дітей у віці до 18 років та 4,7 % осіб у віці 65 років та старших.
Цивільне працевлаштоване населення становило 710 осіб. Основні галузі зайнятості: освіта, охорона здоров'я та соціальна допомога — 23,5 %, мистецтво, розваги та відпочинок — 14,6 %, виробництво — 13,5 %.